# حکیم سوری
حکیم سوری (زادهٔ حدود ۱۲۸۸ هجری قمری در تفرش - درگذشتهٔ حدود ۱۳۶۴ هجری قمری در تهران) شاعر طنزپرداز و از چهره‌های برجستهٔ شعر فکاهی در دورهٔ قاجار و اوایل پهلوی بود.

## زندگی‌نامه
میرزا تقی خان دانش تفرشی، متخلص به «ضیاء» و «حکیم سوری»، در سال ۱۲۸۸ هجری قمری در تفرش متولد شد. پدرش میرزا محمدعلی مستوفی از بزرگان و منشیان تفرش بود. تحصیلات مقدماتی را در تفرش گذراند و سپس برای ادامه تحصیل به تهران رفت. در تهران به تحصیل علوم ادبی، فقه، اصول و طب پرداخت و در این زمینه‌ها تبحر یافت.

## فعالیت ادبی
حکیم سوری شاعری توانا و طنزپردازی برجسته بود. وی در اشعار خود به مسائل اجتماعی، سیاسی و فرهنگی زمان خود می‌پرداخت و با زبانی طنزآمیز و گزنده، به نقد و بررسی آنها می‌پرداخت. اشعار وی در نشریات مختلف از جمله «گلشن»، «تنبک»، «ملا نصرالدین» و «ایران» منتشر می‌شد.

## آثار
از حکیم سوری آثار متعددی به جای مانده است که مهم‌ترین آنها دیوان اشعار اوست. این دیوان شامل اشعار مختلفی در زمینه‌های گوناگون است که بیشتر آنها رنگ و بوی طنز و فکاهی دارند.

## سبک شعری
حکیم سوری در اشعار خود از زبانی ساده و روان استفاده می‌کرد و با استفاده از کلمات و اصطلاحات عامیانه، به بیان مقصود خود می‌پرداخت. طنز وی گزنده و در عین حال آموزنده بود و همواره سعی داشت با استفاده از طنز، به اصلاح جامعه و رفع مشکلات آن کمک کند.

## نمونه شعر
حکیم سوری در اشعار خود به موضوعات مختلفی می‌پرداخت که یکی از آنها انتقاد از وضعیت نابسامان اقتصادی و اجتماعی زمان خود بود. وی در یکی از اشعار خود می‌گوید:
ز دست فقر و فاقه، جانم به لب رسید
نه نان به سفره دارم، نه آبی به من رسید
هر روز، گرسنه‌تر ز دیروزم
از این گرسنگی، فریاد من به عرش رسید

## درگذشت
حکیم سوری در سال ۱۳۶۴ هجری قمری در تهران درگذشت و در گورستان ظهیرالدوله به خاک سپرده شد.